# 中国—叙利亚关系
中国—叙利亚关系（阿拉伯语：العلاقات السورية الصينية），简称中叙关系，是指中华人民共和国和叙利亚的外交关系，1956年8月1日，中华人民共和国和叙利亚建立外交关系，两国分别有中国驻大马士革的大使馆和叙利亚驻北京的大使馆。

## 历史
1956年8月1日，中华人民共和国和阿拉伯叙利亚共和国两国正式建交。

### 阿薩德政權时期
2000年6月10日，叙利亚总统哈菲兹·阿萨德逝世。次日，中共中央总书记江泽民向其子巴沙尔·阿萨德致唁电。
2004年6月22日—24日，叙利亚总统巴沙尔·阿萨德首次访华，先后会见中共中央总书记胡锦涛、全国人大常委会委员长吴邦国、国务院总理温家宝。
2023年9月21日—26日，叙利亚总统巴沙尔·阿萨德再次访华并出席杭州亚运会开幕式，先后会见中共中央总书记习近平、国务院总理李强、全国人大常委会委员长赵乐际。
2023年9月22日，中共中央总书记习近平在杭州西湖国宾馆会见访华出席杭州亚运会开幕式的叙利亚总统巴沙尔·阿萨德，两国领导人共同宣布建立中叙战略伙伴关系，并共同见证签署共建“一带一路”、经济发展交流、经济技术合作等多项双边合作文件。

### 後阿薩德政權時期
2024年12月，阿薩德政權垮台。年底，出身新疆维吾尔自治区温宿县的原突厥斯坦伊斯兰党叙利亚分支埃米尔阿卜杜勒阿齐兹·达伍德·胡达比尔迪被升任为叙利亚陆军准将。2025年2月22日，叙利亚总统艾哈迈德·沙拉与中华人民共和国大使史宏微会面，标志着两国官方的首次接触。

## 经济关系
中国和叙利亚有重要的贸易关系。2009年，根据国际货币基金组织的数据两国相互间的贸易额近22亿美元，叙利亚经济部預期在2010年也有类似的贸易额。从叙利亚出口到中国占不到1%的贸易总额，为560万美元（而从中国出口到叙利亚的价值为22亿美元，使中国成为叙利亚的主要进口国。
中国正在积极参与叙利亚的石油工业。在该国主要的石油生产财团阿拉法特石油公司中，中国石油天然气公司与叙利亚国家石油公司、荷兰皇家壳牌是合资伙伴。该联合公司每日生产石油100,000桶。中国石化是另一家中国石油公司，一直活跃在叙利亚近年来的石油勘探招标。中国石油天然气集团和中石化正在帮助叙利亚重振石油输出。
中国还帮助叙利亚建造了一些基础设施建设项目，如纺织厂和体育场。中国在叙利亚目前拥有一个水力发电站和一个橡胶轮胎工厂。

## 军事关系
1969年，参谋长马斯塔法·特拉斯帶领了一个军事代表團来北京，与中华人民共和国政府達成武器交易。為了向蘇聯示意停止介入敘利亞內部政爭，马斯塔法·特拉斯挥舞着《毛主席语录》并且允许记者拍照，這時正值中国和苏联军队在乌苏里江發生流血冲突仅仅两个月后。后来，苏联同意让步，向叙利亚出售武器。
1993年和1996年，有報道指中国协助叙利亚研究导弹项目。

## 高层互访
近年访华的叙方领导人还有：叙利亚人民议会议长阿卜拉什（2009年4月24日）；近年访叙的中方领导人有：中共中央政治局常委兼国家副主席胡锦涛（2001年1月10日—12日）、中共中央政治局委员兼国务院副总理回良玉（2009年11月18日—20日）、中共中央政治局常委兼全国政协主席贾庆林（2010年10月29日—31日）。